# Zgoda

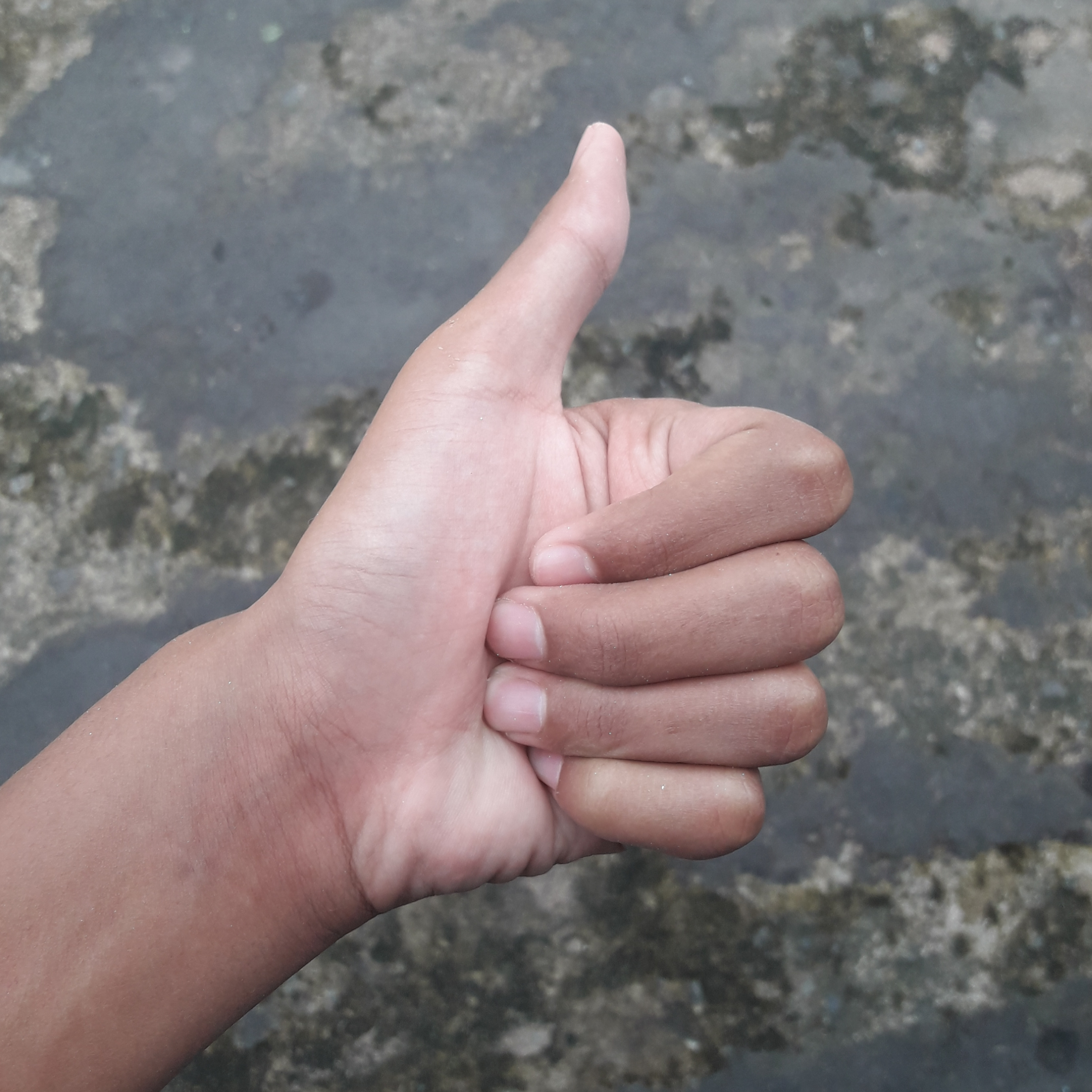
Popularny gest wyrażający czyjąś aprobatę (tłumaczony najczęściej jako: „okay!” lub „zgoda!”)

Zgoda (ang. consent) – szeroki termin określający brak konfliktu, jedność i zgodność (np. w poglądach). Może również oznaczać przyzwolenie, zaakceptowanie postawionej propozycji lub oferty. Dodatkowo, wiele środowisk i organizacji podkreśla, że przymus lub brak świadomości, mimo wyrażenia aprobaty, nie jest zgodą w sensie moralnym lub prawnym.
W znaczeniu czysto językowym, zgoda to partykuła wyrażająca przyzwolenie lub aprobatę. Sam wyraz „zgoda” pochodzi od prasłowiańskiego przedrostkowego czasownika jьzgoditi (jьzgoda). „Zgoda” tworzy związki frazeologiczne (np. być w zgodzie z samym sobą, być w zgodzie ze swoim sumieniem, związek zgody itp.) oraz przysłowia (np. zgoda buduje, niezgoda rujnuje).
Do rodzajów zgody należą:
- bezpośrednia zgoda (ang. expressed consent)[5]
- domniemana zgoda (ang. implied consent)[6]
- świadoma zgoda (ang. informed consent, czyli zgoda przy pełnej znajomości informacji)[7]
- Jednomyślna zgoda(inne języki) (ang. unanimous consent, common consent)

Zgoda pojmowana w określonym kontekście może różnić się od jej potocznego znaczenia. Przykładowo, osoba z zaburzeniami psychicznymi, o obniżonym poziomie rozwoju intelektualnego lub poniżej ustawowego wieku przyzwolenia może dobrowolnie zaangażować się w czynność seksualną, która nadal nie osiąga ustawowego progu przyzwolenia określonego przez obowiązujące prawo. Agencje i inicjatywy ONZ zajmujące się edukacją seksualną uważają, że kształcenie na temat zgody w ramach całościowej edukacji seksualnej jest korzystne.

## Definicje rodzajów zgody
- Bezpośrednia zgoda to taka, która jest wyrażona w sposób jasny i jednoznaczny, a nie domniemany. Może ona być udzielona na piśmie, w formie werbalnej (wypowiedź ustna) lub niewerbalnej, np. poprzez wyraźny gest, taki jak skinienie głową. Niespisana wyraźna zgoda niepotwierdzona przez świadków ani nagranie audio lub wideo może zostać zakwestionowana, jeśli strona zaprzeczy, że została udzielona.
- Domniemana zgoda jest to zgoda wynikająca z działań danej osoby oraz faktów i okoliczności danej sytuacji (lub w niektórych przypadkach z milczenia, lub bezczynności danej osoby). Niektóre przykłady obejmują domniemaną zgodę na przestrzeganie zasad lub przepisów w instytucji edukacyjnej oraz domniemaną zgodę na fizyczny kontakt uczestników meczu hokejowego, lub ataku w meczu bokserskim.
- Świadoma zgoda w medycynie jest to zgoda udzielona przez osobę, która ma pełną świadomość i rozumienie faktów, implikacji i przyszłych konsekwencji działania, np. wybranego leczenia. Terminu tego używa się również w innych kontekstach, takich jak społeczne badania naukowe, gdy uczestnicy są proszeni o potwierdzenie, że rozumieją procedurę badawczą i wyrażają na nią zgodę.
- Jednomyślna zgoda, lub zgoda powszechna, wyrażona przez grupę kilku podmiotów (np. stowarzyszeń) jest to zgoda wyrażoną przez wszystkie strony.
- Zgoda zastępcza upoważnia osobę podejmującą decyzję do podjęcia próby ustalenia decyzji, którą osoba niekompetentna podjęłaby, gdyby była kompetentna[9].

## Medycyna

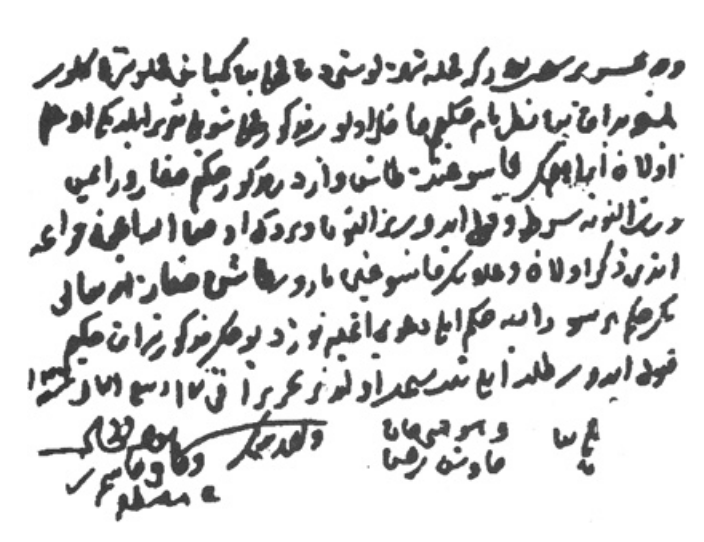
Zgoda ojca (napisana w 1539 roku w Gaziantep w Turcji) na wykonanie przez chirurga nacięcia w celu usunięcia kamieni moczowych syna. Za usługę ma być pobrana ustalona opłata, a chirurg nie poniesie odpowiedzialności w przypadku śmierci pacjenta

## Prawo

Mapa prawodawstwa dotyczącego przemocy seksualnej opartej na wyrażonej zgodzie i przymusie w Europie

W prawie karnym wyrażenie zgody może być wykorzystane jako usprawiedliwienie i uchronić oskarżonego przed poniesieniem odpowiedzialności za popełnione czyny.